# 陸次雲
陸次雲（?—?），字雲士，號北墅。浙江钱塘人。
约為康熙年間人。貢生出身，考授州判。康熙十八年（1679年）举“博学鸿儒”，未中選。次年，授郟縣（今属河南）知縣。以父丧归。再起擔任江苏江阴知县，有德政。工诗文，语多沈着，著作有《澄江集》一卷、《八纮译史》四卷，《纪余》四卷、《八竑荒史》二卷、《峒溪纖志》三卷，《志余》一卷、《湖壖雜記》一卷、《北墅绪言》五卷、《玉山词》一卷、《事文标异》二卷、《尚论持平》二卷、《析疑待正》二卷、《圆圆传》等。